# يعقوب كريمي
يعقوب كريمي ((بالفارسية: یعقوب کریمی)؛ مواليد 31 أغسطس 1991) هو لاعب كرة قدم إيراني يلعب مع نادي استقلال في دوري المحترفين الإيراني كلاعب وسط. مثّل منتخب إيران لكرة القدم. بدأ يعقوب كريمي مسيرته الرياضية عام 2009 مع نادي استقلال.

## الأهداف الدولية
| # | التاريخ        | المكان                             | الخصم     | النتيجة | الحصيلة | المنافسة                             |
| - | -------------- | ---------------------------------- | --------- | ------- | ------- | ------------------------------------ |
| 1 | 6 نوفمبر 2012  | ملعب آزادي، طهران                  | طاجيكستان | 2–0     | 6–1     | مباراة ودية                          |
| 2 | 6 نوفمبر 2012  | ملعب آزادي، طهران                  | طاجيكستان | 4–0     | 6–1     | ودية                                 |
| 3 | 15 ديسمبر 2012 | ملعب الصداقة والسلام، مدينة الكويت | اليمن     | 2–1     | 2–1     | بطولة اتحاد غرب آسيا لكرة القدم 2012 |
| 4 | 3 مارس 2014    | ملعب انقلاب، كرج                   | الكويت    | 1–0     | 3–2     | تصفيات كأس آسيا 2015                 |

## الإنجازات

### النادي
استقلال
- وصيف دوري المحترفين الإيراني (1): 2010–11
- وصيف كأس حذفي (1): 2015–16

## روابط خارجية
- يعقوب كريمي على موقع قاعدة بيانات كرة القدم.إي يو (الإنجليزية)
- يعقوب كريمي على موقع ناشيونال فوتبول تيمز (الإنجليزية)
- يعقوب كريمي على موقع Soccerway.com (الإنجليزية)
- يعقوب كريمي على موقع AS.com (الإسبانية)